# Višnja vas
Višnja vas este o localitate din comuna Vojnik, Slovenia, cu o populație de 239 de locuitori.